# Mycetophagus distinctus
Mycetophagus distinctus is een keversoort uit de familie boomzwamkevers (Mycetophagidae). De wetenschappelijke naam van de soort werd in 1962 gepubliceerd door Hatch.